# Parathyma ranga
Parathyma ranga är en fjärilsart som beskrevs av Moore 1857. Parathyma ranga ingår i släktet Parathyma och familjen praktfjärilar. Inga underarter finns listade i Catalogue of Life.